# Dương Phát Sâm
Dương Phát Sâm (tiếng Trung giản thể: 杨发森, bính âm Hán ngữ: Yáng Fāsēn, sinh tháng 2 năm 1971, người Hán) là chính trị gia nước Cộng hòa Nhân dân Trung Hoa. Ông là Ủy viên dự khuyết Ủy ban Trung ương Đảng Cộng sản Trung Quốc khóa XX, hiện là Thường vụ Khu ủy Tân Cương, Bí thư Thành ủy Ürümqi, Bí thư Đảng ủy liên hợp Ürümqi–Xương Cát. Ông từng là Phó Chủ tịch Tân Cương; Bí thư Địa ủy Hòa Điền.
Dương Phát Sâm là đảng viên Đảng Cộng sản Trung Quốc, học vị Cử nhân Quản lý kinh tế, Quản lý hành chính. Ông có 4 năm quân ngũ, xuất ngũ rồi công tác từ các đơn vị hành chính cơ sở cho đến khi trở thành lãnh đạo, đều ở Tân Cương.

## Xuất thân và giáo dục
Dương Phát Sâm sinh vào tháng 2 năm 1971 tại huyện Cổ Lãng, nay thuộc địa cấp thị Vũ Uy của tỉnh Cam Túc, Cộng hòa Nhân dân Trung Hoa. Ông lớn lên và tốt nghiệp phổ thông ở Cổ Lãng, đến tháng 12 năm 1990 thì nhập ngũ Quân Giải phóng Nhân dân Trung Quốc, được điều đến Tân Cương làm chiến sĩ ở lực lượng bộ đội 36107, và phục vụ 4 năm, đồng thời được kết nạp Đảng Cộng sản Trung Quốc vào tháng 6 năm 1993. Tháng 3 năm 1994, ông tham gia khóa học quân sự chuyển ban ở Trường Đảng Địa ủy của địa khu Aksu, Tân Cương, rồi xuất ngũ vào tháng 12 cùng năm. Từ tháng 9 năm 2000 đến tháng 7 năm 2003, ông theo học chương trình quản lý kinh tế, sau đó học tiếp quản lý hành chính chuyên nghiệp từ tháng 9 năm 2003 đến tháng 12 năm 2005, đều ở Trường Đảng Khu ủy Khu tự trị Uyghur Tân Cương.

## Sự nghiệp

### Các thời kỳ
Sau 4 năm quân ngũ cho đến tháng 12 năm 1994, Dương Phát Sâm xuất ngũ rồi được phân công ở lại Tân Cương, điều về địa khu Aksu làm Thư ký Đảng ủy hương Kumbashi của thành phố cấp huyện Aksu. Đến đầu năm 1996 thì ông chuyển vị trí làm Chủ nhiệm Văn phòng xí nghiệp của hương Kumbashi, rồi lần lượt thăng chức là Phó Bí thư, Bí thư Hương ủy Kumbashi giai đoạn 1999–2004. Đến tháng 4 năm 2004, ông được điều sang làm Bí thư Hương ủy Yiganqi, một hương khác trong huyện Aksu, rồi thăng chức làm Phó Thị trưởng Aksu từ tháng 9 năm 2005. Ở đây, ông được bầu vào Ủy ban Thường vụ Thị ủy từ tháng 8 năm 2006, nhậm chức Phó Bí thư Thị ủy từ tháng 12 và giữ chức này 2 năm rồi được chuyển tới huyện Bái Thành, một huyện cạnh thành phố Aksu của địa khu Aksu làm Bí thư Huyện ủy 3 năm. Tháng 6 năm 2013, Dương Phát Sâm được bầu làm Ủy viên Địa ủy địa khu Aksu, vẫn tiếp tục là Bí thư Huyện ủy Bái Thành, sau đó chuyển vị trí làm Bí thư Huyện ủy Kuchar từ tháng 7 năm 2014. Vào tháng 12 năm 2016, ông được chuyển tới địa khu Hòa Điền, nhậm chức Phó Bí thư Địa ủy, Bí thư Ủy ban Chính Pháp Địa ủy Hòa Điền, rồi kiêm nhiệm làm Bí thư Đảng tổ, Phó Chủ nhiệm Ủy ban Công tác Hòa Điền Chính hiệp Tân Cương, cấp chính sảnh, địa. Đến tháng 2 năm 2018, ông giữ chức Bí thư Địa ủy Hòa Điền, kiêm Bí thư thứ Nhất, Chính ủy thứ Nhất của Sư đoàn 40 thuộc Binh đoàn Kiến thiết Tân Cương.

### Cấp cao
Tháng 3 năm 2021, Dương Phát Sâm được bổ nhiệm làm Phó Chủ tịch Chính phủ Nhân dân Khu tự trị Uyghur Tân Cương, được bầu vào Ủy ban Thường vụ Khu ủy, phân về thủ phủ Ürümqi nhậm chức Bí thư Thành ủy từ ngày 25 tháng 10, trở thành người lãnh đạo thành phố thủ phủ trẻ nhất cả nước vào thời điểm bấy giờ, bên cạnh đó vẫn kiêm nhiệm lãnh đạo Hòa Điền cho đến tháng 12 thì miễn nhiệm ở địa khu này. Cuối năm 2022, ông là đại biểu của đoàn Tân Cương dự Đại hội Đảng Cộng sản Trung Quốc lần thứ XX. Trong quá trình bầu cử tại đại hội, ông được bầu là Ủy viên dự khuyết Ủy ban Trung ương Đảng Cộng sản Trung Quốc khóa XX.
Trong thời kỳ Dương Phát Sâm lãnh đạo thủ phủ Ürümqi, ông đã thực hiện các chính sách của trung ương trong việc phong tỏa thành phố, tiến hành Zero-COVID. Vào ngày 24 tháng 11 năm 2022, một vụ hỏa hoạn đã diễn ra trong thành phố khiến 10 người đã thiệt mạng và 9 người khác bị thương, mở ra những đánh giá xã hội về việc kiểm soát dịch bệnh này ở Trung Quốc đại lục, trở thành một trong những nguyên nhân của biểu tình chống phong tỏa COVID-19 tại Trung Quốc.

## Giải thưởng
- Giải thưởng "Bí thư Huyện ủy ưu tú toàn quốc" trao bởi Bộ Tổ chức Trung ương Đảng Cộng sản Trung Quốc, 2016;[14]
- Giải thưởng "Cá nhân tiên tiến đóng góp công cuộc xóa đói giảm nghèo toàn quốc", 2021;[15]